# Kuanza angoleño
El kuanza es la moneda oficial de Angola. Han circulado cuatro divisas diferentes con el nombre kuanza desde 1977: el primer kuanza (1977-1990, AOK), el nuevo kuanza (1990-1995, AON), el kuanza reajustado (1995-1999, AOR) y el segundo kuanza (desde 1999- Actualidad, AOA).
| Inicio Circulación       | Fin Circulación          | Moneda                  | Fracción     | Notas                                    |
| ------------------------ | ------------------------ | ----------------------- | ------------ | ---------------------------------------- |
| 8 de enero de 1977       | 24 de septiembre de 1990 | kuanza (AOK)            | 100 lwei     | 1 kuanza = 1 escudo angoleño             |
| 25 de septiembre de 1990 | 30 de junio de 1995      | Nuevo kuanza (AON)      | -            | 1 novo kuanza = 1 kuanza                 |
| 1 de julio de 1995       | 30 de noviembre de 1999  | kuanza reajustado (AOR) | -            | 1 kuanza reajustado = 1000 novos kuanzas |
| 1 de diciembre de 1999   | actualidad               | kuanza (AOA)            | 100 cêntimos | 1 kuanza = 1 000 000 kuanzas reajustados |

## Primer kuanza, 1977-1990
El kuanza fue introducido tras la independencia de Angola. Reemplazó al escudo a la razón de 1 kuanza = 1 escudo angolano. Estaba subdividido en 100 lwei y su código ISO 4217 era AOK.

### Monedas
Las primeras monedas de kuanza emitidas no llevaban fecha, si bien todas mostraban la fecha de la independencia, el 11 de noviembre de 1975. Fueron emitidas monedas de 50 lwei, 1, 2, 5, 10, 50, 100 kuanzas y, desde 1978, 20 kuanzas
.

### Billetes
En 1977, fueron introducidos por el Banco Nacional billetes datados en 1976 con valores de 20, 50, 100, 500 y 1.000 kuanzas. El billete de 20 kuanzas fue reemplazado por una moneda en 1978.

## Nuevo kuanza, 1990-1995
En 1990, fue introducido el novo kuanza (nuevo kuanza), con código ISO 4217 AON. Aunque reemplazó al kuanza a razón 1:1, los angolanos sólo pudieron cambiar el 5% de todos los antiguos billetes por otros nuevos; tuvieron que cambiar el resto por valores del estado. El novo kuanza sufrió una elevada inflación.

### Billetes
El novo kuanza sólo fue emitido en forma de billetes. Los primeros emitidos en 1990 fueron sobreimpresiones sobre otros anteriores con valores de 50 (no confirmado), 500, 1000 y 5000 novos kuanzas. En 1991, la palabra “novo” fue eliminada en la emisión de billetes regulares de 100, 500, 1000, 5000, 10 000, 50 000, 100 000 y 500 000 kuanzas.

## kuanza reajustado, 1995-1999
En 1995, el kuanza reajustado reemplazó al anterior a la razón de 1000 AON = 1 AOR, siendo éste su código ISO 4217. La inflación continuó y no fueron emitidas monedas.

### Billetes
Pese a la tasa de cambio, el valor del antiguo kuanza era tan bajo que el billete de menor valor emitido fue de 1000 kuanzas reajustados. Otros billetes fueron los de 5000, 10 000, 50 000, 100 000, 500 000, 1 000 000 y 5 000 000 kuanzas reajustados.

## Segundo kuanza, desde 1999
En 1999, fue introducida una nueva moneda, llamada simplemente «kuanza». Al contrario que el primero, esta moneda fue subdividida en 100 cêntimos. La introducción de esta divisa supuso la puesta de nuevo en circulación de las monedas. Aunque inicialmente sufrió una elevada inflación, su valor se ha estabilizado.

### Monedas

#### Primera serie
La primera serie de este segundo kuanza fue emitida en 1999 y se describe a continuación con sus valores y características físicas:
| Denominación | Emisión | Metal       | Diámetro | Peso  | Canto    | Anverso      | Reverso               |
| ------------ | ------- | ----------- | -------- | ----- | -------- | ------------ | --------------------- |
| 10 cêntimos  | 1999    | Cobre*Acero | 15       | 1,5   | Liso     | Valor facial | Escudo nacional y año |
| 50 cêntimos  | 1999    | Cobre*Acero | 18 mm    | 3 g   | Liso     | Valor facial | Escudo nacional y año |
| 1 kuanza     | 1999    | CuNi        | 21 mm    | 4,5 g | Estriado | Valor facial | Escudo nacional y año |
| 2 kuanzas    | 1999    | CuNi        | 22 mm    | 5 g   | Estriado | Valor facial | Escudo nacional y año |
| 5 kuanzas    | 1999    | CuNi        | 26 mm    | 7 g   | Estriado | Valor facial | Escudo nacional y año |

Las monedas de 10 y 50 cêntimos dejaron de utilizarse paulatinamente debido a su bajo valor. 

#### Segunda serie
En 2012, el Banco Nacional de Angola puso en circulación una nueva serie de monedas que comprendía los valores de 50 céntimos, 1, 5 y 10 kuanzas, a finales de 2014 se emitió la moneda metálica de 20 kuanzas y se anunció que a lo largo de 2015 se emitirían monedas conmemorativas de 50 y 100 kuanzas
| Denominación | Emisión | Metal        | Metal       | Diámetro (mm) | Peso (g) | Canto    | Anverso         | Reverso      | Facial en € (fecha emisión) |
| Denominación | Emisión | Anillo       | Centro      | Diámetro (mm) | Peso (g) | Canto    | Anverso         | Reverso      | Facial en € (fecha emisión) |
| ------------ | ------- | ------------ | ----------- | ------------- | -------- | -------- | --------------- | ------------ | --------------------------- |
| 50 cêntimos  | 2012    | CuNi*Acero   | CuNi*Acero  | 20,60         | 3,80     | Liso     | Emblema del BNA | Valor facial | 0,004 €                     |
| 1 kuanza     | 2012    | Latón*Acero  | Latón*Acero | 22,10         | 5,00     | Liso     | Emblema del BNA | Valor facial | 0,008 €                     |
| 5 kuanzas    | 2012    | Latón*Acero  | CuNi*Acero  | 25,00         | 6,70     | Estriado | Escudo nacional | Valor facial | 0,04 €                      |
| 10 kuanzas   | 2012    | CuNi*Acero   | Latón*Acero | 27,00         | 8,30     | Estriado | Escudo nacional | Valor facial | 0,08 €                      |
| 20 kuanzas   | 2014    | Bronce*Acero | CuNi*Acero  | 27,90         | 12,80    | Estriado | Reina Ginga     | Facial y año | 0,16 €                      |

### Billetes
| Billetes                                                                                          | Billetes                                                                                          | Billetes     | Billetes        | Billetes                                | Billetes                 | Billetes      | Billetes          | Billetes               |
| Imagen                                                                                            | Imagen                                                                                            | Valor        | Color Principal | Descripción                             | Descripción              | Descripción   | Fecha de          | Fecha de               |
| Anverso                                                                                           | Reverso                                                                                           | Valor        | Color Principal | Anverso                                 | Reverso                  | Marca de agua | impresión         | emisión                |
| ------------------------------------------------------------------------------------------------- | ------------------------------------------------------------------------------------------------- | ------------ | --------------- | --------------------------------------- | ------------------------ | ------------- | ----------------- | ---------------------- |
|                                                                                                   |                                                                                                   | 1 kuanza     | Rosa            | Agostinho Neto, José Eduardo dos Santos | Mujer recogiendo algodón | ?             | Octubre de 1999   | 1 de diciembre de 1999 |
|                                                                                                   |                                                                                                   | 5 kuanzas    | Azul claro      | Agostinho Neto, José Eduardo dos Santos | Puerto de montaña        | ?             | Octubre de 1999   | 1 de diciembre de 1999 |
|                                                                                                   |                                                                                                   | 10 kuanzas   | Rojo            | Agostinho Neto, José Eduardo dos Santos | Dos antílopes            | ?             | Octubre de 1999   | 1 de diciembre de 1999 |
|                                                                                                   |                                                                                                   | 50 kuanzas   | Verde           | Agostinho Neto, José Eduardo dos Santos | Plataforma petrolífera   | ?             | Octubre de 1999   | 1 de diciembre de 1999 |
|                                                                                                   |                                                                                                   | 100 kuanzas  | Amarillo ocre   | Agostinho Neto, José Eduardo dos Santos | Banco Nacional de Angola | ?             | Octubre de 1999   | 1 de diciembre de 1999 |
|                                                                                                   |                                                                                                   | 200 kuanzas  | Lila            | Agostinho Neto, José Eduardo dos Santos | Vista aérea de Luanda    | ?             | Noviembre de 2003 | 19 de julio de 2004    |
|                                                                                                   |                                                                                                   | 500 kuanzas  | Naranja         | Agostinho Neto, José Eduardo dos Santos | Flores de algodón        | ?             | Noviembre de 2003 | 19 de julio de 2004    |
|                                                                                                   |                                                                                                   | 1000 kuanzas | Magenta         | Agostinho Neto, José Eduardo dos Santos | Plantación de café       | ?             | Noviembre de 2003 | 19 de julio de 2004    |
| (enlace roto disponible en Internet Archive; véase el historial, la primera versión y la última). | (enlace roto disponible en Internet Archive; véase el historial, la primera versión y la última). | 2000 kuanzas | Verde lima      | Agostinho Neto, José Eduardo dos Santos | Playa                    | ?             | Noviembre de 2003 | 2006                   |

Los billetes de kuanza son muy parecidos entre sí, diferenciados por los colores y por las imágenes locales de Angola.